# Córrego Grande
Córrego Grande é um bairro da cidade brasileira de Florianópolis, capital do estado de Santa Catarina. Está situado na porção central da ilha de Santa Catarina, ao centro do município, entre os bairros Pantanal, Trindade, Santa Mônica e Itacorubi.
O nome do bairro Córrego Grande se deve ao rio de mesmo nome que cruza o bairro, juntando-se posteriormente ao Rio Itacorubi, tendo sua foz junto ao Manguezal do Itacorubi, na baía norte da Ilha de Santa Catarina.
Localizado neste bairro está o Parque Ecológico do Córrego Grande, uma área de 21,3 ha, que era antiga reserva florestal do IBDF, posteriormente do IBAMA, e hoje cedido ao município. Este parque possui ótima estrutura para passeios familiares e conta com mais de 100 espécies de árvores identificadas. Funciona todos os dias. Na década de 1990 este parque ficou anos fechado ao público devido a um acidente que ocorreu no mesmo envolvendo um pai com seu filho que foram atingidos por um eucalipto em um dia de fortes ventos.
Outra atração do Córrego Grande é a cachoeira chamada de Poção. Com uma piscina natural de dimensão aproximada de 10m x 4m, não comporta mais que dez pessoas de uma só vez. Fica localizada em meio à Mata Atlântica, dentro do Parque Municipal do Maciço da Costeira, uma área que ainda não foi implementada na prática, mas já está protegida por lei. Para chegar até a mesma se percorre uma trilha por aproximadamente 20 minutos. O local é próximo à captação de água potável para os bairros arredores e sofre muito com a expansão e forte especulação imobiliária que atinge a região que podem comprometer futuramente este manancial.
Para quem gosta de trilhas, ainda existe uma de fácil percurso que liga o Córrego Grande à Lagoa da Conceição que inicia ao lado da Subestação da CELESC e segue através do morro finalizando na localidade do Canto da Lagoa. Outra opção ainda mais fácil e urbanizada é trilha pela Rua Rosa, que inicia junto ao início da trilha do Poção mas segue por outro caminho subindo o morro em direção ao bairro Pantanal finalizando no alto da Rua Rosa cujo outro extremo é ao lado da pista de atletismo da [UFSC]].
Atrações históricas e religiosas: Igreja do Puríssimo Coração de Maria e estátua de José de Anchieta, ambas localizadas na localidade do Jardim Anchieta.